# Star Wars au cinéma
Pour les articles homonymes, voir Star Wars (homonymie).
 Pour plus de détails, voir Fiche technique et Distribution
Star Wars est une saga cinématographique américaine créée par George Lucas appartenant au genre de la science fantasy et du feuilleton spatial. La saga est composée de neuf films principaux et de trois films dérivés. Les six premiers films de la saga principale ont été produits, écrits et supervisés par George Lucas (qui a réalisé quatre d'entre eux), avant que celui-ci ne laisse la main à Kathleen Kennedy, J. J. Abrams et Rian Johnson pour les trois derniers films.
D'abord conçue comme une trilogie cinématographique sortie entre 1977 et 1983, la saga s'accroît ensuite de trois nouveaux films, entre 1999 et 2005, qui racontent des événements antérieurs à la première trilogie. Cette dernière (épisodes IV, V et VI) ainsi que la deuxième trilogie dite « Prélogie » (épisodes I, II et III) connaissent un immense succès commercial et un accueil critique généralement positif. Dans un souci de cohérence, et pour atteindre un résultat visuel qu'il n'avait pas pu obtenir au départ, le créateur de la saga retravaille également les films de la trilogie originale, ressortis en 1997 et 2004 dans de nouvelles versions remasterisées.
Les droits d'auteur de Star Wars sont achetés en 2012 par la Walt Disney Company pour 4,05 milliards de dollars : le septième épisode de la saga et premier de la troisième trilogie (épisodes VII, VIII et IX) sort au cinéma en 2015. Le Réveil de la Force devient en l'espace d'un mois le plus important succès commercial de la franchise. Il est suivi par Les Derniers Jedi en 2017 et L'Ascension de Skywalker en 2019. Par ailleurs, Disney et la société de production Lucasfilm inaugurent en 2016 une série de films dérivés regroupés sous le sigle A Star Wars Story, avec la sortie de Rogue One dont les événements se situent juste avant l'épisode IV. Le studio met leur développement en pause après l'accueil mitigé des derniers opus.
En accord avec les lois du genre space fantasy, l'action se déroule « il y a bien longtemps, dans une galaxie très lointaine » et se fonde sur la lutte entre les chevaliers Jedi et les seigneurs Sith. Le personnage central des deux premières trilogies cinématographiques, Anakin Skywalker, bascule au côté obscur de la Force et devient Dark Vador, puis connaît sa rédemption grâce à l'action de son fils, Luke. La troisième trilogie, à partir de l'épisode VII, se déroule trois décennies plus tard avec une nouvelle génération de héros et d'antagonistes.

## Présentation
Composée de trois trilogies et de plusieurs films dérivés, la saga créée par George Lucas comprend douze films sortis et plusieurs films en développement :
Trilogie originale (1977-1983)
1. Star Wars, épisode IV : Un nouvel espoir de George Lucas, sorti en 1977 ;
2. Star Wars, épisode V : L'Empire contre-attaque d'Irvin Kershner, sorti en 1980 ;
3. Star Wars, épisode VI : Le Retour du Jedi de Richard Marquand, sorti en 1983.

Prélogie (1999-2005)
1. Star Wars, épisode I : La Menace fantôme de George Lucas, sorti en 1999 ;
2. Star Wars, épisode II : L'Attaque des clones de George Lucas, sorti en 2002 ;
3. Star Wars, épisode III : La Revanche des Sith de George Lucas, sorti en 2005.

Troisième trilogie (2015-2019)
1. Star Wars, épisode VII : Le Réveil de la Force de J. J. Abrams, sorti en 2015 ;
2. Star Wars, épisode VIII : Les Derniers Jedi de Rian Johnson, sorti en 2017[2] ;
3. Star Wars, épisode IX : L'Ascension de Skywalker de J. J. Abrams, sorti en 2019[3].

Films dérivés (depuis 2008)
1. Star Wars: The Clone Wars de Dave Filoni, sorti en 2008[note 2] ;
2. Rogue One: A Star Wars Story de Gareth Edwards, sorti en 2016[note 3] ;
3. Solo: A Star Wars Story de Ron Howard, sorti en 2018[note 4].

En projet
1. The Mandalorian and Grogu, de Jon Favreau, sortie prévue pour 2026[4],[note 5].
2. Star Wars: Starfighter, de Shawn Levy, sortie prévue pour 2027[5]

Peu avant la sortie de l'épisode VIII, Disney et Lucasfilm annoncent le lancement d'une nouvelle trilogie, annoncée sous la supervision du réalisateur Rian Johnson,. En février 2018, une seconde série de films est annoncée, sous la supervision de David Benioff et D. B. Weiss, créateurs et auteurs-producteurs de Game of Thrones, mais elle est annulée le 28 octobre 2019. Le 4 mai 2020, Lucasfilm annonce que Taika Waititi réalisera un film dérivé qu'il coécrira avec Krysty Wilson-Cairns.
Disney annonce en juillet 2020 qu'une nouvelle trilogie verrait finalement bien le jour, mais à la suite du ralentissement de l'industrie du cinéma aux États-Unis à cause de la pandémie de Covid-19, ces films sont retardés. Un nouveau film est attendu le 22 décembre 2023. Il sera suivi par deux suites qui débarqueront au cinéma respectivement le 19 décembre 2025 et le 17 décembre 2027,,.
En mars 2023, Rogue Squadron perd sa date de sortie et ne serait plus en développement actif. Un mois plus tard, Disney annonce plusieurs projets de films : une suite à L'Ascension de Skywalker, où Daisy Ridley reprendrait le rôle de Rey, quinze ans après, sur la création d'un nouvel ordre Jedi, un autre marquant la conclusion de la série The Mandalorian réalisé par Dave Filoni, un film sur les débuts de l'ordre Jedi réalisé par James Mangold.
En janvier 2024, un nouveau film sur les deux personnages principaux de la série The Mandalorian, Le Mandalorien et Grogu, appelé The Mandalorian and Grogu, est confirmé et réalisé par Jon Favreau. En avril 2025, la première bande annonce est dévoilée.

## Fiche technique
Sauf indication contraire, les informations mentionnées dans cette section peuvent être confirmées par les bases de données cinématographiques IMDb et Allociné,  présentes dans la section « Liens externes ».

### Trilogie originale (1977-1983)
|                                                 | Films                                                 | Films                                            | Films                                    |
| Star Wars, épisode IV : Un nouvel espoir (1977) | Star Wars, épisode V : L'Empire contre-attaque (1980) | Star Wars, épisode VI : Le Retour du Jedi (1983) |                                          |
| ----------------------------------------------- | ----------------------------------------------------- | ------------------------------------------------ | ---------------------------------------- |
| Titre original                                  | Star Wars                                             | The Empire Strikes Back                          | Return of the Jedi                       |
| Titre original                                  | Star Wars Episode IV: A New Hope                      | Star Wars Episode V: The Empire Strikes Back     | Star Wars Episode VI: Return of the Jedi |
| Réalisation                                     | George Lucas                                          | Irvin Kershner                                   | Richard Marquand                         |
| Scénario                                        | George Lucas                                          | George Lucas                                     | George Lucas                             |
| Scénario                                        | Lawrence Kasdan                                       |                                                  |                                          |
| Scénario                                        | Leigh Brackett                                        |                                                  |                                          |
| Photographie                                    | Gilbert Taylor                                        | Peter Suschitzky                                 | Alan Hume                                |
| Montage                                         | Richard Chew                                          |                                                  | Sean Barton                              |
| Montage                                         | Paul Hirsch                                           | Paul Hirsch                                      | Duwayne Dunham                           |
| Montage                                         | Marcia Lucas                                          |                                                  | Marcia Lucas                             |
| Musique                                         | John Williams                                         | John Williams                                    | John Williams                            |
| Production                                      | George Lucas                                          | George Lucas                                     | George Lucas                             |
| Production                                      | Gary Kurtz                                            | Gary Kurtz                                       | Howard Kazanjian                         |
| Production                                      | James Bloom                                           |                                                  |                                          |
| Production                                      | Robert Watts                                          |                                                  |                                          |
| Société de distribution                         | 20th Century Fox                                      | 20th Century Fox                                 | 20th Century Fox                         |
| Genre                                           | science-fiction, space opera                          | science-fiction, space opera                     | science-fiction, space opera             |
| Durée                                           | 121 minutes                                           | 124 minutes                                      | 134 minutes                              |
| Durée                                           | 125 minutes (édition spéciale 1997)                   | 127 minutes (édition spéciale 1997)              | 135 minutes (édition spéciale 1997)      |
| Dates de sortie                                 | 25 mai 1977                                           | 21 mai 1980                                      | 25 mai 1983                              |
| Dates de sortie                                 | 19 octobre 1977                                       | 20 août 1980                                     | 19 octobre 1983                          |
| Statut                                          | Sortis                                                | Sortis                                           | Sortis                                   |

### Prélogie (1999-2005)
| Titre original          | Star Wars Episode I: The Phantom Menace | Star Wars Episode II: Attack of the Clones | Star Wars Episode III: Revenge of the Sith |
| Réalisation             | George Lucas                            | George Lucas                               | George Lucas                               |
| Scénario                | George Lucas                            | George Lucas                               | George Lucas                               |
| Scénario                | Jonathan Hales                          |                                            |                                            |
| Photographie            | David Tattersall                        | David Tattersall                           | David Tattersall                           |
| Montage                 | Ben Burtt                               | Ben Burtt                                  | Ben Burtt                                  |
| Montage                 | Paul Martin Smith                       | George Lucas                               | Roger Barton                               |
| Musique                 | John Williams                           | John Williams                              | John Williams                              |
| Production              | George Lucas                            | George Lucas                               | George Lucas                               |
| Production              | Rick McCallum                           |                                            |                                            |
| Société de distribution | 20th Century Fox                        | 20th Century Fox                           | 20th Century Fox                           |
| Genre                   | science-fiction, space opera            | science-fiction, space opera               | science-fiction, space opera               |
| Durée                   | 136 minutes                             | 142 minutes                                | 140 minutes                                |
| Dates de sortie         | 19 mai 1999                             | 16 mai 2002                                | 19 mai 2005                                |
| Dates de sortie         | 13 octobre 1999                         | 17 mai 2002                                | 18 mai 2005                                |
| Statut                  | Sortis                                  | Sortis                                     | Sortis                                     |

### Troisième trilogie (2015-2019)
|                                                       | Films                                              | Films                                                   | Films                                             |
| Star Wars, épisode VII : Le Réveil de la Force (2015) | Star Wars, épisode VIII : Les Derniers Jedi (2017) | Star Wars, épisode IX : L'Ascension de Skywalker (2019) |                                                   |
| ----------------------------------------------------- | -------------------------------------------------- | ------------------------------------------------------- | ------------------------------------------------- |
| Titre original                                        | Star Wars Episode VII: The Force Awakens           | Star Wars Episode VIII: The Last Jedi                   | Star Wars Episode IX: The Rise of Skywalker       |
| Réalisation                                           | J. J. Abrams                                       | Rian Johnson                                            | J. J. Abrams                                      |
| Scénario                                              | J. J. Abrams                                       | Rian Johnson                                            | J. J. Abrams                                      |
| Scénario                                              | Lawrence Kasdan                                    |                                                         | Chris Terrio                                      |
| Scénario                                              | Michael Arndt                                      |                                                         |                                                   |
| Photographie                                          | Daniel Mindel                                      | Steve Yedlin                                            | Daniel Mindel                                     |
| Montage                                               | Maryann Brandon                                    | Bob Ducsay                                              | Maryann Brandon                                   |
| Montage                                               | Mary Jo Markey                                     |                                                         | Stefan Grube                                      |
| Musique                                               | John Williams                                      | John Williams                                           | John Williams                                     |
| Production                                            | Kathleen Kennedy                                   | Kathleen Kennedy                                        | Kathleen Kennedy                                  |
| Production                                            | J. J. Abrams                                       |                                                         |                                                   |
| Production                                            | Jason D. McGatlin                                  |                                                         |                                                   |
| Production                                            | Bryan Burk                                         | Ram Bergman                                             |                                                   |
| Production                                            | Tommy Gormley                                      | Tom Karnowski                                           | Callum Greene                                     |
| Production                                            | Lawrence Kasdan                                    |                                                         |                                                   |
| Production                                            | Michelle Rejwan                                    |                                                         | Michelle Rejwan                                   |
| Production                                            | Ben Rosenblatt                                     |                                                         |                                                   |
| Production                                            | John Swartz                                        |                                                         |                                                   |
| Production                                            | Tommy Harper                                       |                                                         |                                                   |
| Société de distribution                               | Walt Disney Studios Motion Pictures International  | Walt Disney Studios Motion Pictures International       | Walt Disney Studios Motion Pictures International |
| Genre                                                 | science-fiction, space opera                       | science-fiction, space opera                            | science-fiction, space opera                      |
| Durée                                                 | 135 minutes                                        | 151 minutes                                             | 142 minutes                                       |
| Dates de sortie                                       | 18 décembre 2015                                   | 15 décembre 2017                                        | 20 décembre 2019                                  |
| Dates de sortie                                       | 16 décembre 2015                                   | 13 décembre 2017                                        | 18 décembre 2019                                  |
| Statut                                                | Sortis                                             | Sortis                                                  | Sortis                                            |

### Films dérivés (depuis 2008)
|                                  | Films                               | Films                                             | Films                                             |
| Star Wars: The Clone Wars (2008) | Rogue One: A Star Wars Story (2016) | Solo: A Star Wars Story (2018)                    |                                                   |
| -------------------------------- | ----------------------------------- | ------------------------------------------------- | ------------------------------------------------- |
| Titre original                   | Star Wars: The Clone Wars           | Rogue One: A Star Wars Story                      | Solo: A Star Wars Story                           |
| Réalisation                      | Dave Filoni                         | Gareth Edwards                                    | Ron Howard,                                       |
| Scénario                         | Henry Gilroy                        | Chris Weitz                                       | Lawrence Kasdan                                   |
| Scénario                         | Steven Melching                     | Gary Whitta                                       | Jon Kasdan                                        |
| Scénario                         | Scott Murphy                        |                                                   |                                                   |
| Photographie                     |                                     | Greig Fraser                                      | Bradford Young                                    |
| Montage                          | Jason Tucker                        | Jabez Olssen                                      | Pietro Scalia                                     |
| Musique                          | Kevin Kiner                         | Michael Giacchino                                 | John Powell                                       |
| Production                       | George Lucas                        | Kathleen Kennedy                                  | Kathleen Kennedy                                  |
| Production                       | Catherine Winder                    | Jason D. McGatlin                                 | Jason D. McGatlin                                 |
| Production                       | Mary Maffei                         | Tony To                                           | Lawrence Kasdan                                   |
| Production                       |                                     | John Knoll                                        | Will Allegra                                      |
| Production                       |                                     | John Swartz                                       | Simon Emanuel                                     |
| Société de distribution          | Warner Bros.                        | Walt Disney Studios Motion Pictures International | Walt Disney Studios Motion Pictures International |
| Genre                            | science-fiction, space opera        | science-fiction, space opera                      | science-fiction, space opera                      |
| Genre                            | Animation                           | Guerre                                            | Space Western                                     |
| Durée                            | 98 minutes                          | 133 minutes                                       | 135 minutes                                       |
| Dates de sortie                  | 15 août 2008                        | 16 décembre 2016                                  | 25 mai 2018                                       |
| Dates de sortie                  | 27 août 2008                        | 14 décembre 2016                                  | 23 mai 2018                                       |
| Statut                           | Sortis                              | Sortis                                            | Sortis                                            |

## Distribution principale
Sauf indication contraire, les informations mentionnées dans cette section peuvent être confirmées par les bases de données cinématographiques IMDb et Allociné,  présentes dans la section « Liens externes ».

### Sensibles à la Force
- James Earl Jones (voix, 1977 - 2019) / David Prowse (1977 - 1983) / Bob Anderson (1980 - 1983) / Sebastian Shaw (1983) / Jake Lloyd (1999) / Hayden Christensen (2002 - 2005, 2019) / Matt Lanter (voix, 2008) / Spencer Wilding (2016) / Daniel Naprous (2016) (VF : François Chaumette, Georges Aminel, Julien Bouanich, Emmanuel Garijo et Philippe Catoire ; VQ : Alexis Del Vecchio, Martin Watier et Frédéric Paquet) : Anakin Skywalker / Dark Vador
- Mark Hamill (1977 - 1983, 2015 - 2019) / Aidan Barton (2005) (VF : Dominique Collignon-Maurin et Bernard Lanneau ; VQ : Tristan Harvey) : Luke Skywalker
- Carrie Fisher (1977 - 1983, 2015, 2017 - 2019) / Aidan Barton (2005) / Ingvild Deila (2016) / Billie Lourd (2019) (VF : Évelyn Séléna, Béatrice Delfe et Barbara Tissier ; VQ : Anne Caron) : Leia Organa
- Alec Guinness (1977 - 1983) / Ewan McGregor (1999 - 2005) / James Arnold Taylor (voix, 2008) (VF : Philippe Dumat et Bruno Choël ; VQ : François Godin) : Obi-Wan Kenobi
- Marjorie Eaton (1980) / Clive Revill (voix, 1980) / Ian McDiarmid (1983 - 2019) / Ian Abercrombie (voix, 2008) (VF : Jean Claudio, Henri Virlogeux, Jean Michaud et Georges Claisse ; VQ : Benoît Marleau et Yves Corbeil) : Palpatine / Dark Sidious
- Frank Oz (voix, 1980 - 2005, 2017 - 2019) / Tom Kane (voix, 2008) (VF : Serge Lhorca, Jean Lescot et Daniel Kenigsberg ; VQ : Ronald France, Marc Bellier et Jacques Lavallée) : Yoda
- Daisy Ridley (VF : Jessica Monceau ; VQ : Catherine Brunet) : Rey
- John Boyega (VF et VQ : Diouc Koma) : Finn
- Adam Driver (VF : Valentin Merlet ; VQ : Christian Perrault) : Ben Solo / Kylo Ren
- Christopher Lee (VF : Bernard Dhéran ; VQ : Guy Nadon) : Comte Dooku / Dark Tyranus
- Liam Neeson (VF : Samuel Labarthe ; VQ : Benoît Rousseau) : Qui-Gon Jinn
- Ray Park (1999 - 2018) / Peter Serafinowicz (voix, 1999) / Sam Witwer (voix,  2018) (VF : Marc Bretonnière ; VQ : Alain Zouvi et Jean-François Blanchard) : Dark Maul
- Andy Serkis (VF : Féodor Atkine ; VQ : Sylvain Hétu) : Snoke
- Samuel L. Jackson (VF : Jacques Martial et Jean-Paul Pitolin ; VQ : James Hyndman) : Mace Windu
- Silas Carson (VF : Christian Pereira et Robert Party ; VQ : Victor Désy) : Ki-Adi-Mundi
- Ashley Eckstein (voix) (VF : Olivia Luccioni ; VQ : Claudia-Laurie Corbeil) : Ahsoka Tano
- Nika Futterman (voix) (VF : Laura Blanc) : Asajj Ventress

Photos des principaux interprètes.
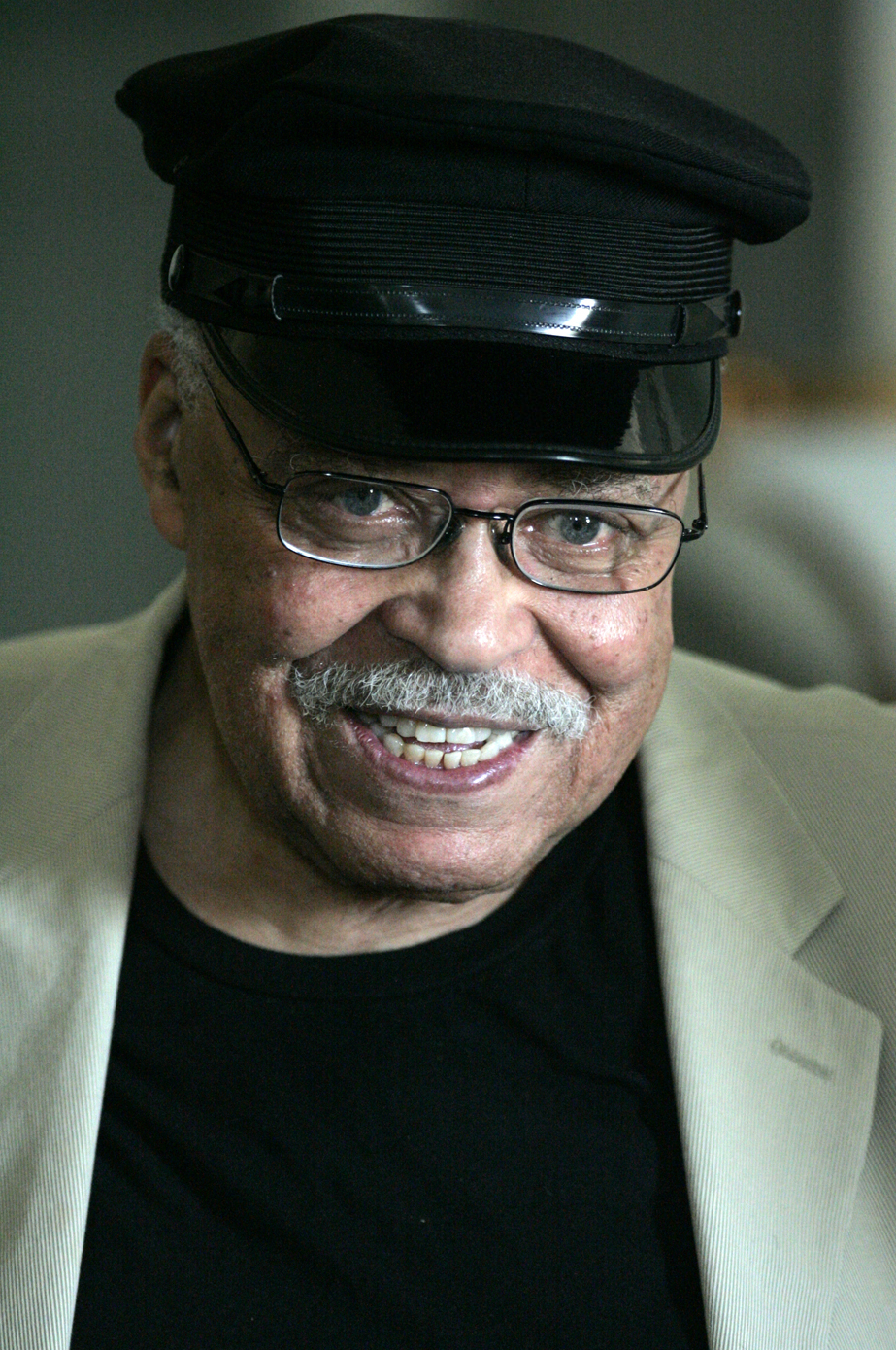
James Earl Jones double Dark Vador en version originale.
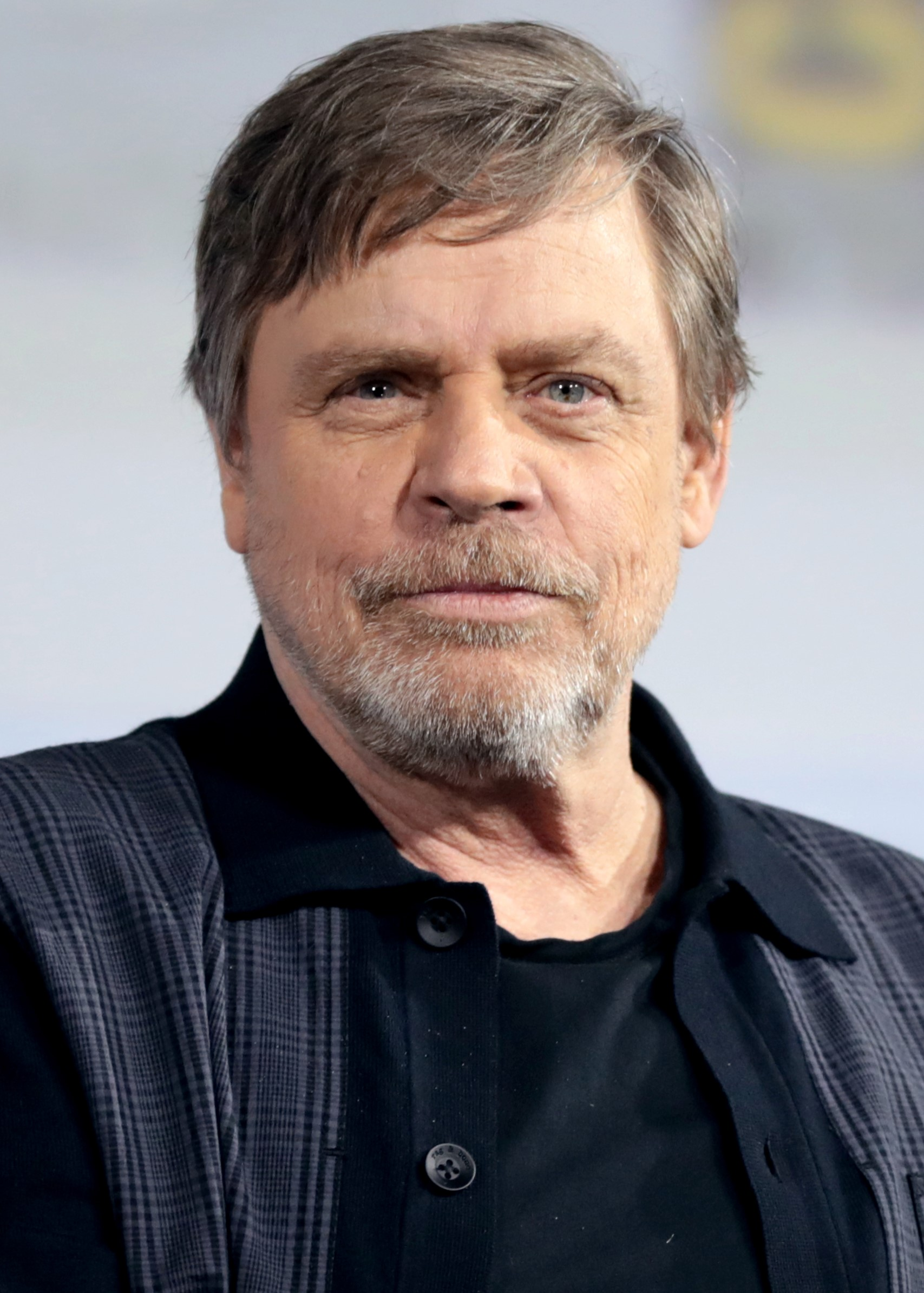
Mark Hamill interprète Luke Skywalker.
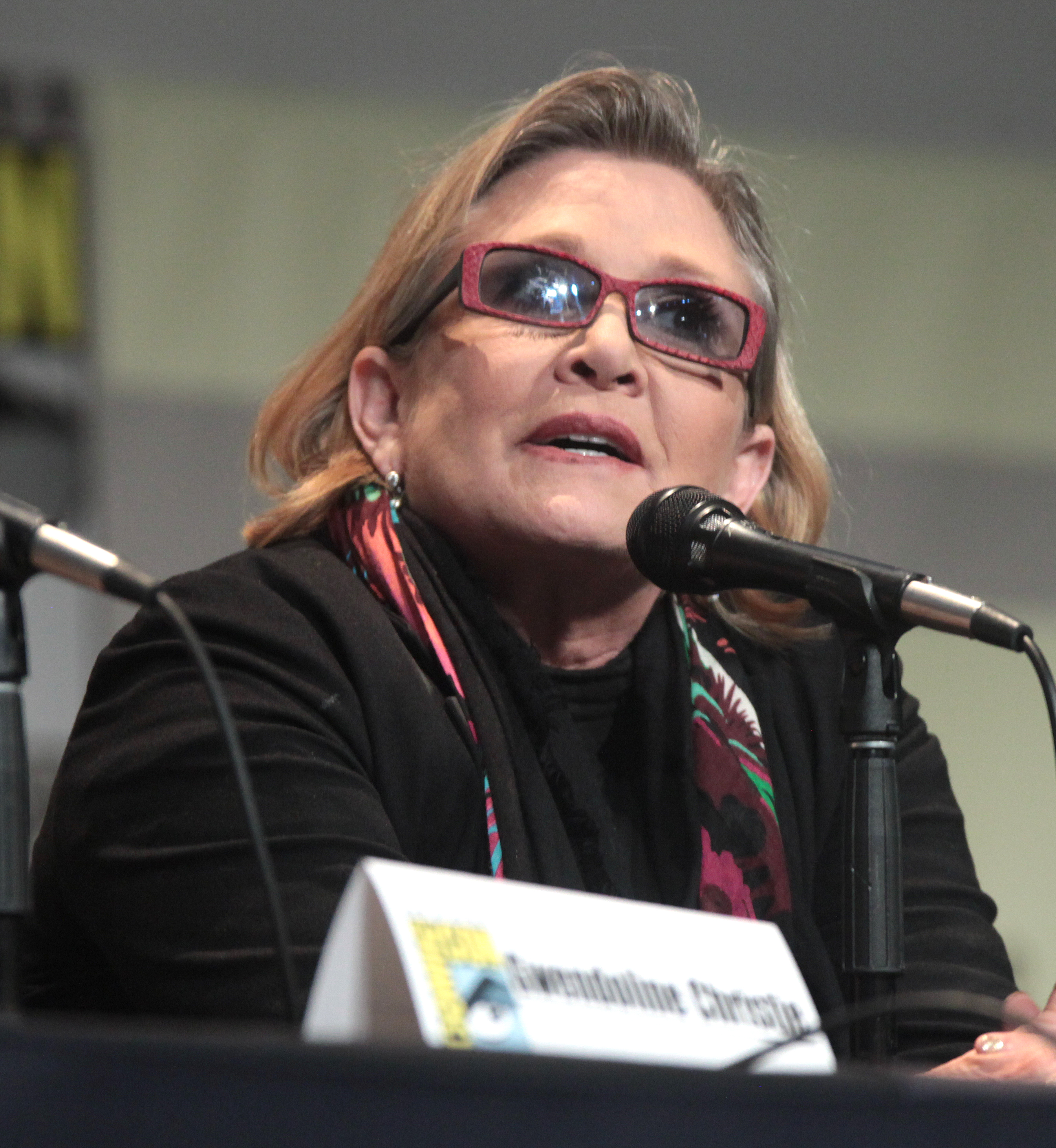
Carrie Fisher interprète Leia Organa.
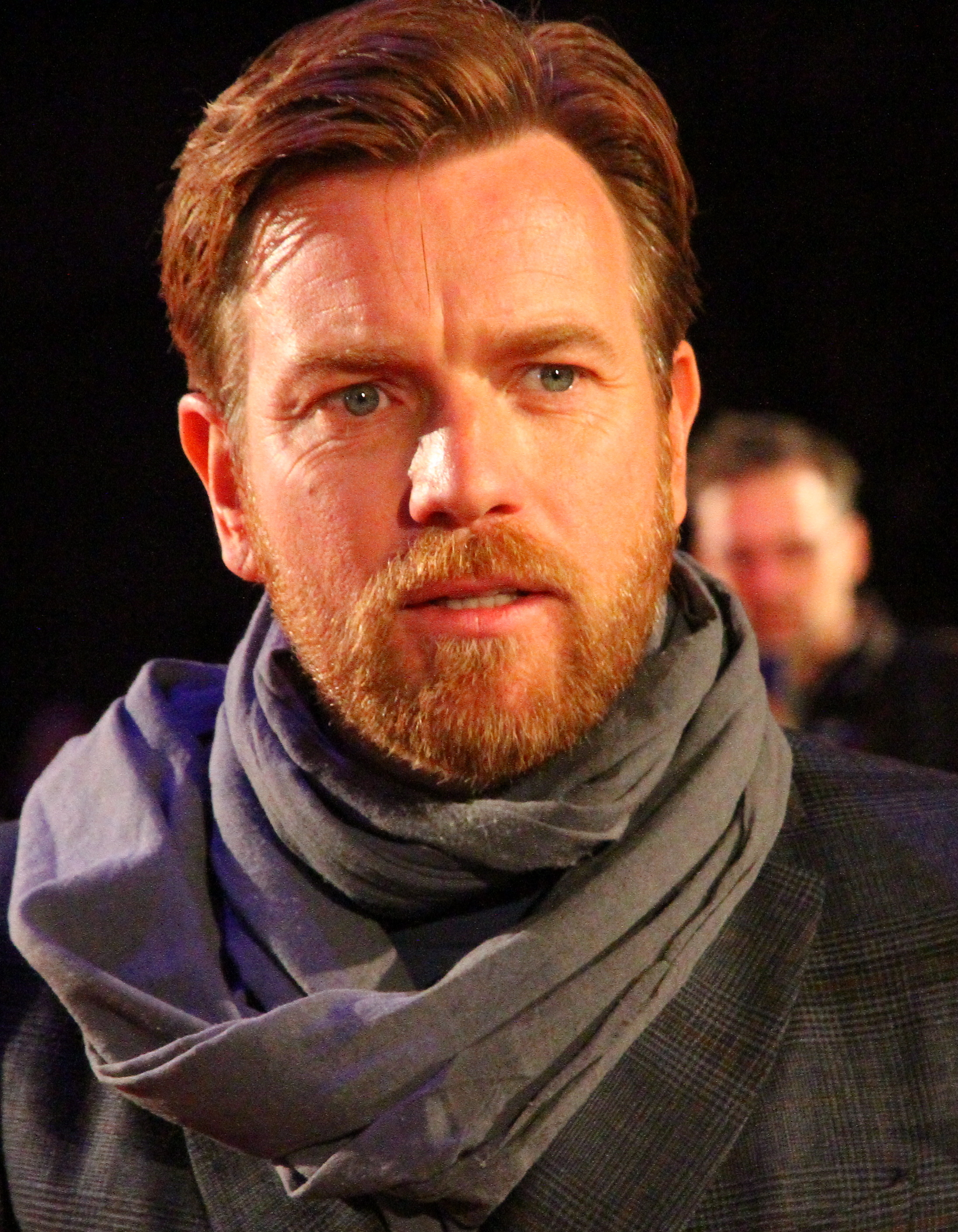
Ewan McGregor interprète Obi-Wan Kenobi dans la prélogie.
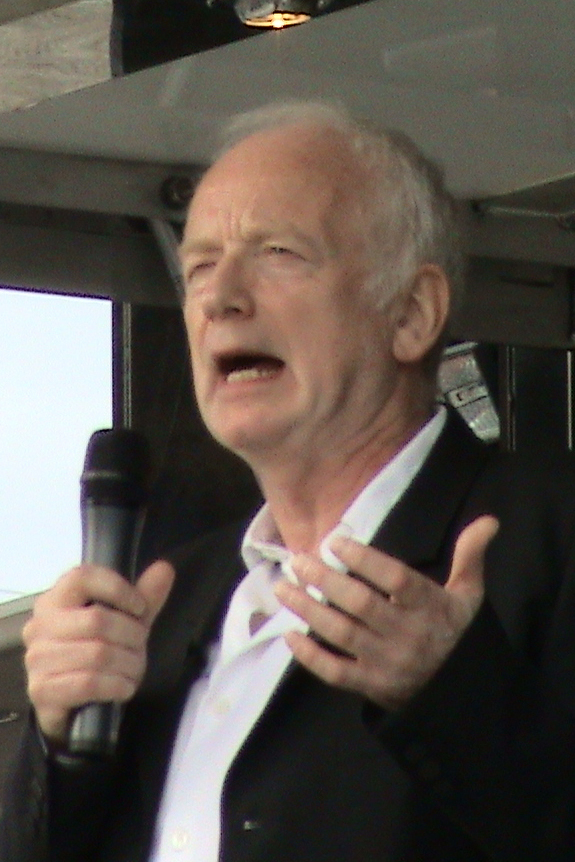
Ian McDiarmid interprète Palpatine.
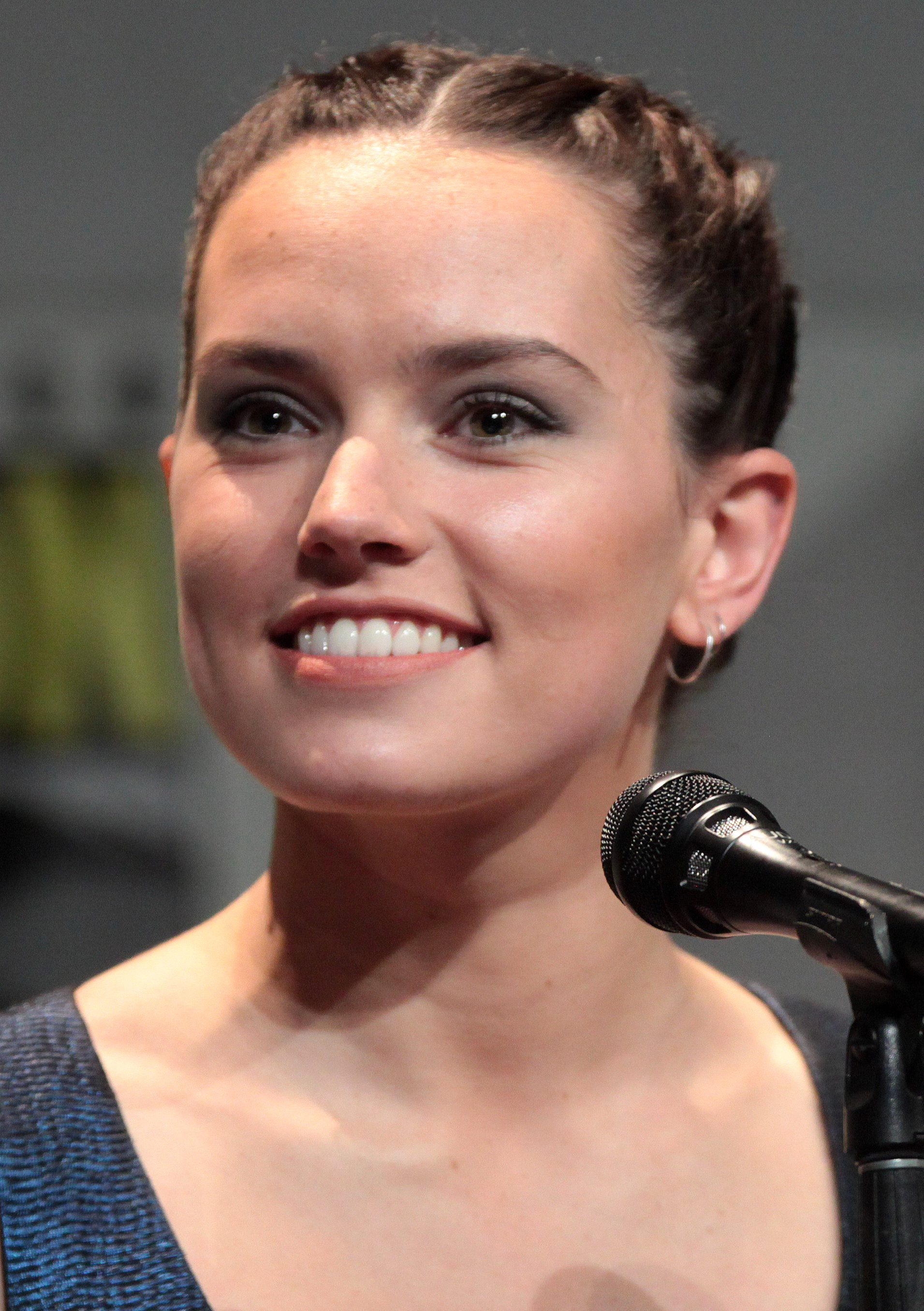
Daisy Ridley interprète Rey.
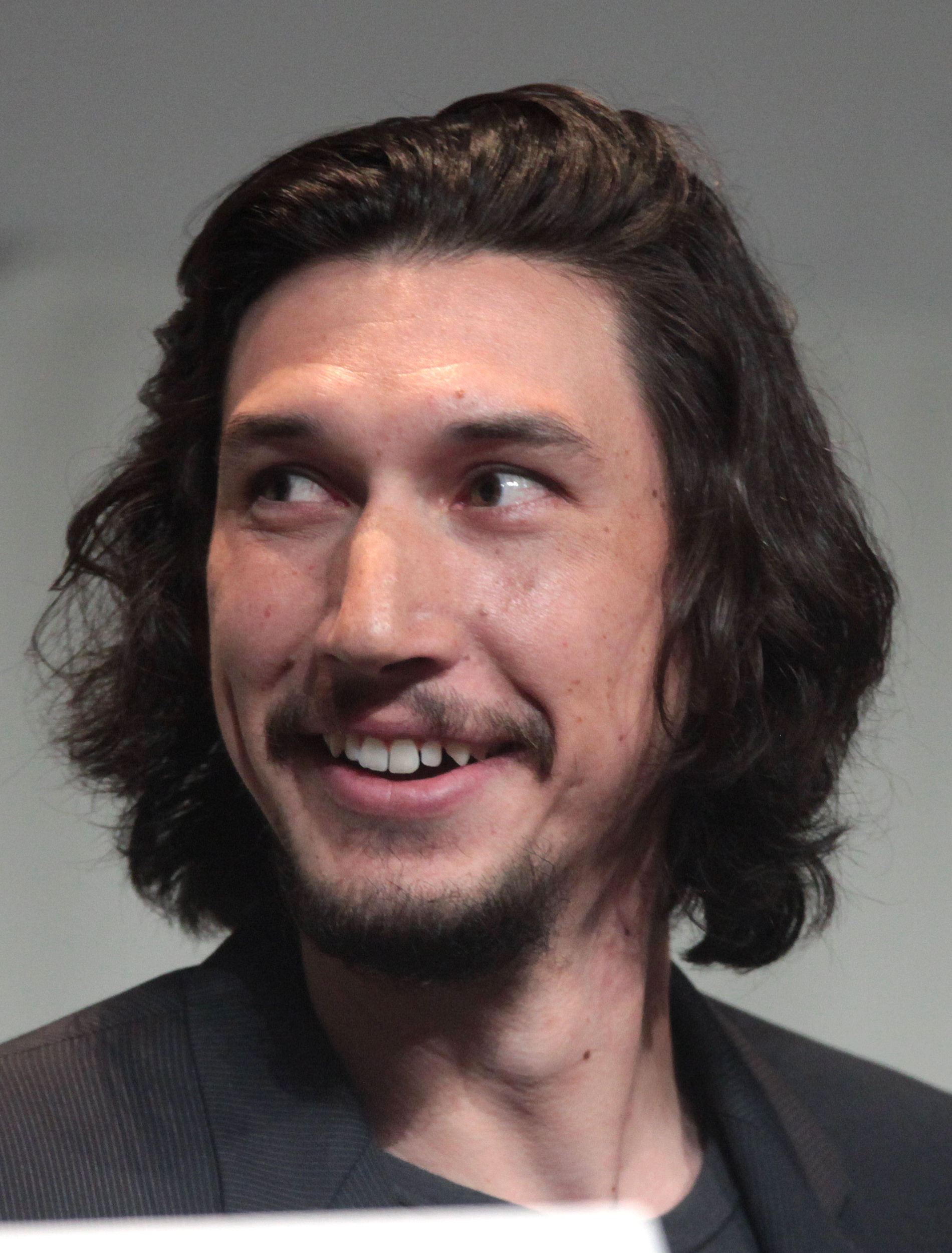
Adam Driver interprète Kylo Ren.

### Insensibles à la Force
- Anthony Daniels (VF : Roger Carel et Jean-Claude Donda ; VQ : Luis de Cespedes et François Sasseville) : C-3PO
- Kenny Baker (1977 - 2005) / Jimmy Vee (2015 - 2017) : R2-D2
- Harrison Ford (1977 - 2015, 2019) / Alden Ehrenreich (2018) (VF : Francis Lax, Richard Darbois et Eilias Changuel ; VQ : Richard Darbois et Nicolas Charbonneaux-Collombet) : Han Solo
- Peter Mayhew (1977 - 2015) / Joonas Suotamo (2015 - 2019) : Chewbacca
- Natalie Portman (1999 - 2005) / Catherine Taber (voix, 2008) (VF : Sylvie Jacob ; VQ : Aline Pinsonneault) : Padmé Amidala
- Oscar Isaac (VF : Benjamin Penamaria ; VQ : Patrice Dubois) : Poe Dameron
- Denis Lawson (VF : Georges Poujouly et Hervé Bellon) : Wedge Antilles
- Billy Dee Williams (1980 - 1983, 2019) / Donald Glover (2018) (VF : Jean Roche, Mohad Sanou et Pierre Forest ; VQ : Mohad Sanou et Jean-François Blanchard) : Lando Calrissian
- Peter Cushing (1977) / Wayne Pygram (2005) / Guy Henry (2016) (VF : Henri Virlogeux et Christian Gonon ; VQ : Jean-Luc Montminy) : Wilhuff Tarkin
- Don Francks (voix, 1978) / Jeremy Bulloch (1980 - 1983) / John Morton (1980) / Jason Wingreen (voix, 1980) / Mark Anthony Austin (1997) / Daniel Logan (2002) / Temuera Morrison (voix, 2004) (VF : Georges Atlas et Kelyan Blanc) : Boba Fett
- Ahmed Best (VF : Roland Timsit ; VQ : Sébastien Dhavernas) : Jar Jar Binks
- Jimmy Smits (VF : Lionel Tua ; VQ : Marc-André Bélanger) : Bail Organa
- Temuera Morrison (2002 - 2005) / Daniel Logan (2002) / Bodie Taylor (2002) / Dee Bradley Baker (voix, 2008) (VF : Adrien Antoine, Bruno Dubernat et Serge Biavan ; VQ : Sylvain Massé et Jean-François Beaupré) : soldats clones
- Silas Carson (VF : Thierry Desroses et Sylvain Lemarié ; VQ : Pierre Chagnon et Daniel Picard) : Nute Gunray
- Antoine Rampaly (2005) / Matthew Wood (voix, 2005) (VF : Gérard Darier ; VQ : François L'Écuyer) : général Grievous
- Temuera Morrison (VF : Bruno Dubernat ; VQ : Sylvain Massé) : Jango Fett
- Felicity Jones (VF : Chloé Berthier ; VQ : Kim Jalabert) : Jyn Erso
- Diego Luna (VF : Jean-Christophe Dollé ; VQ : Philippe Martin) : Cassian Andor
- Lupita Nyong'o (VF : Marie Tirmont ; VQ : Catherine Hamann) : Maz Kanata
- Kelly Marie Tran (VF : Kelly Marot ; VQ : Geneviève Bédard) : Rose Tico
- Gwendoline Christie (VF : Julie Dumas ; VQ : Camille Cyr-Desmarais) : Phasma
- Domhnall Gleeson (VF : Jean-Pierre Michaël ; VQ : Alexis Lefebvre) : général Hux
- Ben Mendelsohn (VF : Thierry Hancisse ; VQ : Frédéric Desager) : Orson Krennic
- Timothy D. Rose (1983 - 2017) / Erik Bauersfeld (voix, 1983 - 2015) / Tom Kane (voix, 2017) (VF : Claude Joseph et Patrick Raynal) : amiral Ackbar
- Forest Whitaker (VF : Daniel Njo Lobé ; VQ : Normand D'Amour) : Saw Gerrera
- Andy Secombe (VF : Éric Métayer ; VQ : Yves Massicotte) : Watto

Photos des principaux interprètes.
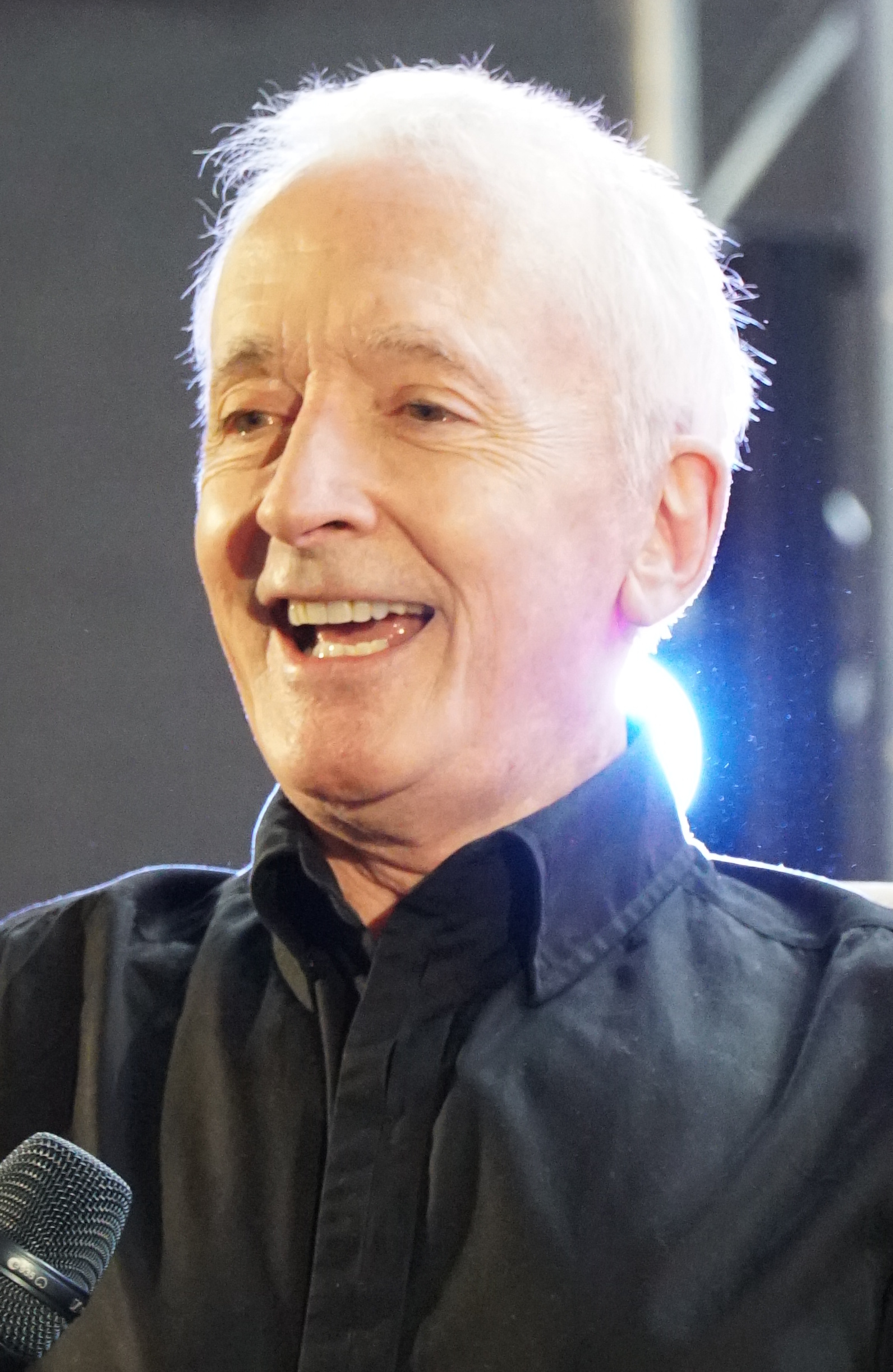
Anthony Daniels interprète C-3PO.
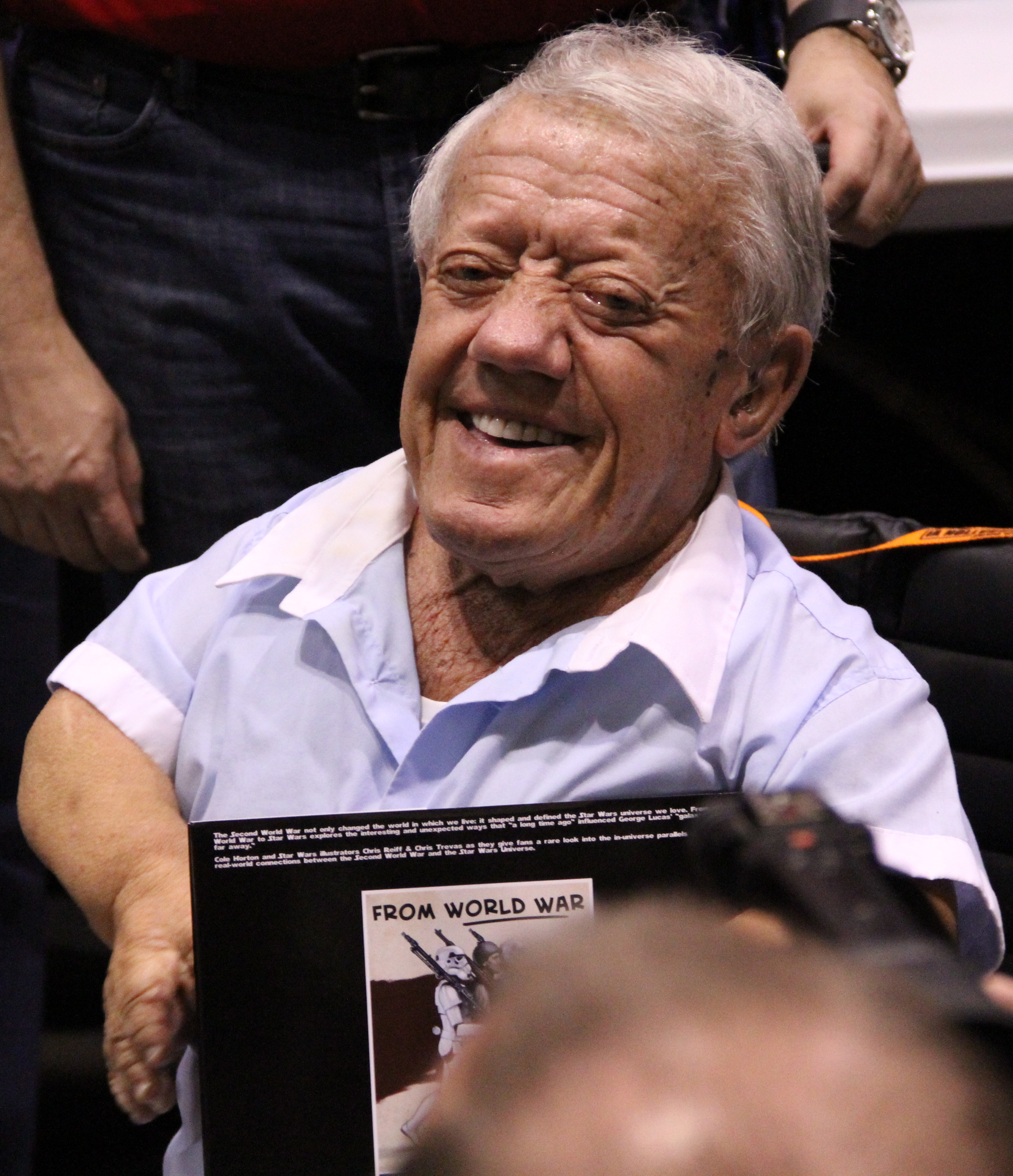
Kenny Baker interprète R2-D2.
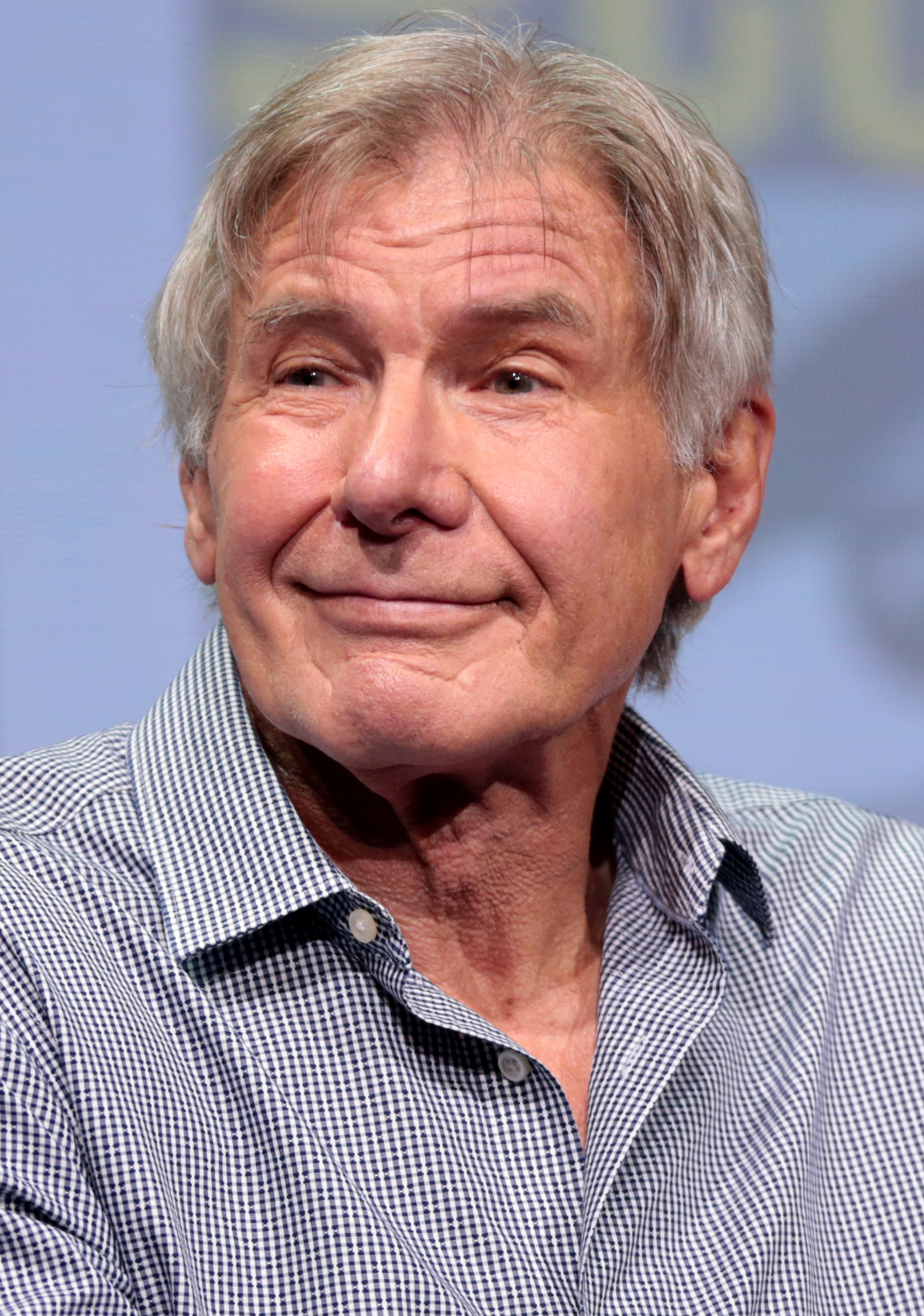
Harrison Ford interprète Han Solo.
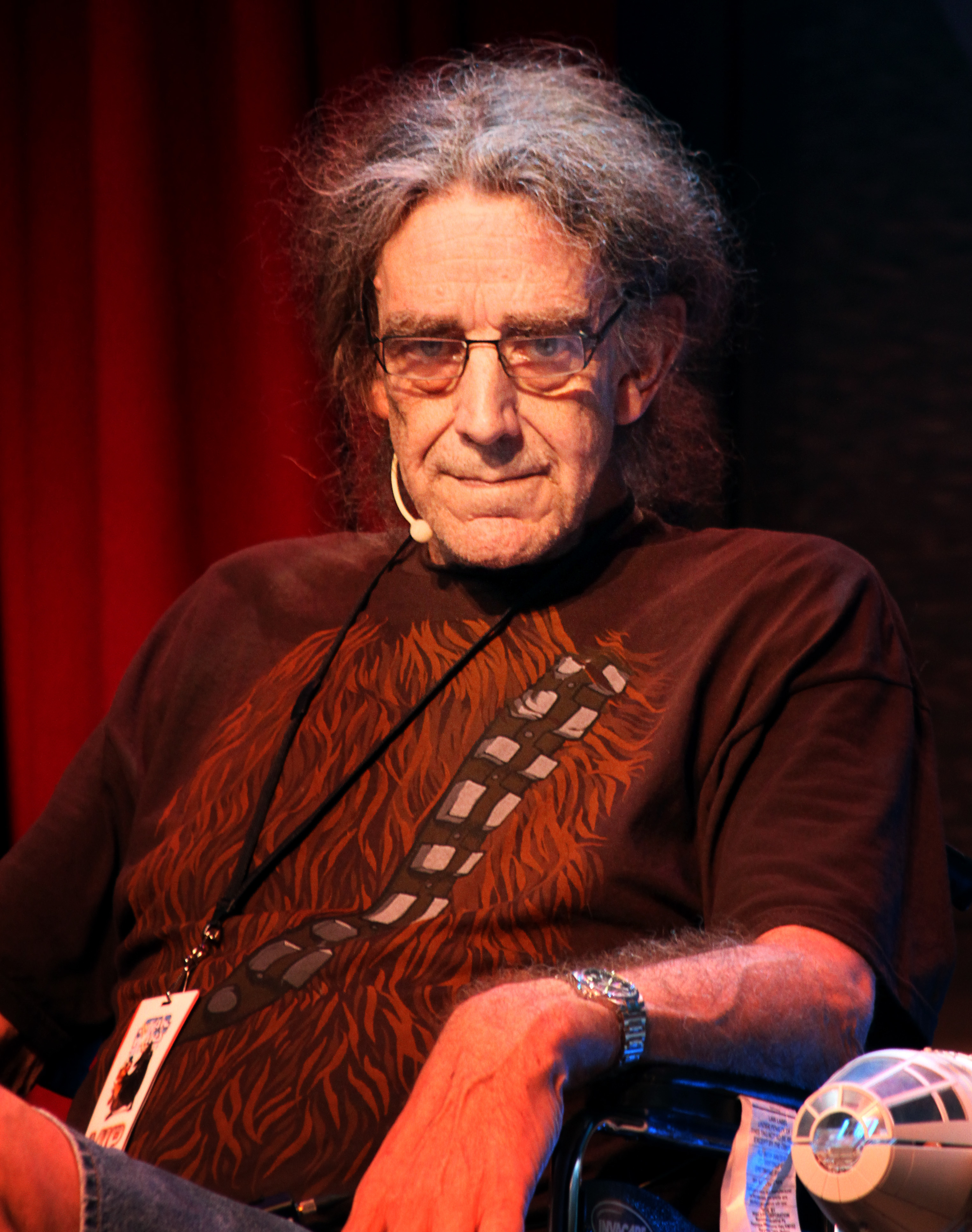
Peter Mayhew interprète Chewbacca.
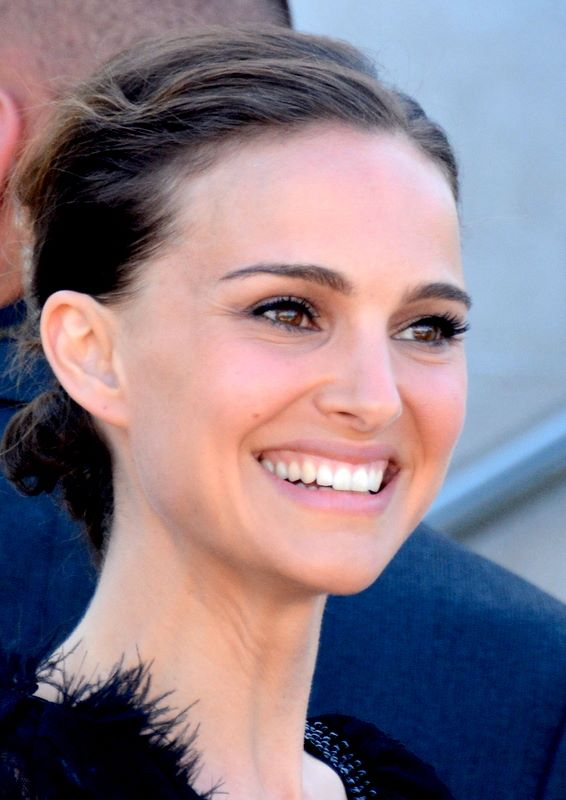
Natalie Portman interprète Padmé Amidala.
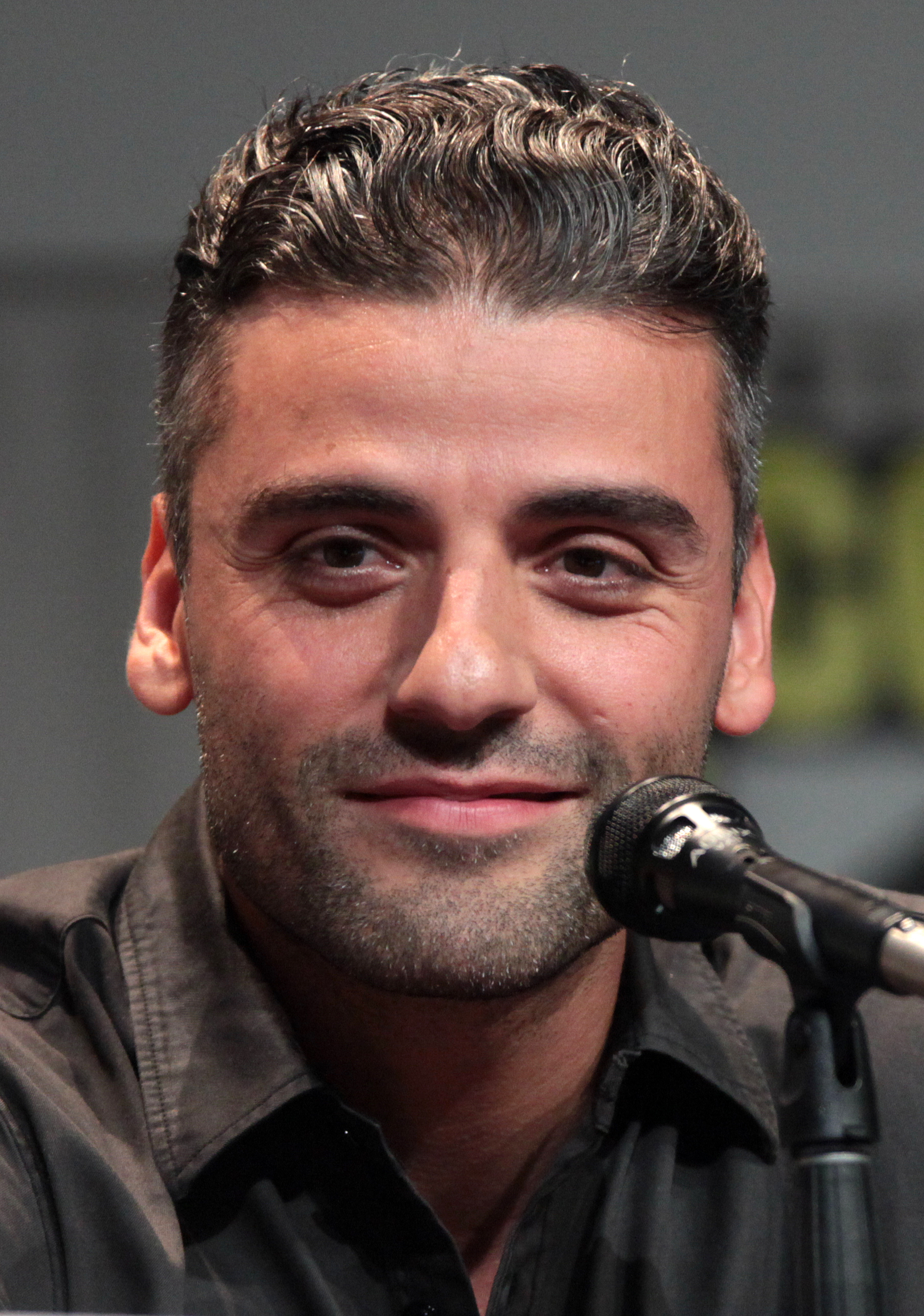
Oscar Isaac interprète Poe Dameron.
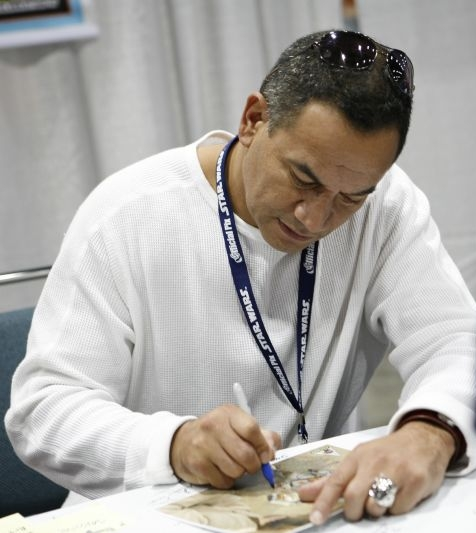
Temuera Morrison interprète Jango Fett et les soldats clones, et double Boba Fett.

## Accueil

### Critique
| Film                                             | Allociné             | IMDb                          | Metacritic            | Rotten Tomatoes      |
| ------------------------------------------------ | -------------------- | ----------------------------- | --------------------- | -------------------- |
| Star Wars, épisode I : La Menace fantôme         | 3,8/5 (62 343 notes) | 6,5/10 (888 000 notes)        | 51/100 (36 critiques) | 54 % (289 critiques) |
| Star Wars, épisode II : L'Attaque des clones     | 3,9/5 (64 354 notes) | 6,6/10 (786 000 notes)        | 54/100 (39 critiques) | 63 % (264 critiques) |
| Star Wars, épisode III : La Revanche des Sith    | 4,3/5 (80 461 notes) | 7,6/10 (884 000 notes)        | 68/100 (40 critiques) | 79 % (333 critiques) |
| Star Wars, épisode IV : Un nouvel espoir         | 4,4/5 (78 999 notes) | 8,6/10 (1,5 million de notes) | 90/100 (24 critiques) | 93 % (143 critiques) |
| Star Wars, épisode V : L'Empire contre-attaque   | 4,5/5 (81 281 notes) | 8,7/10 (1,4 million de notes) | 82/100 (25 critiques) | 95 % (112 critiques) |
| Star Wars, épisode VI : Le Retour du Jedi        | 4,4/5 (76 665 notes) | 8,3/10 (1,2 million de notes) | 58/100 (24 critiques) | 82 % (103 critiques) |
| Star Wars, épisode VII : Le Réveil de la Force   | 3,6/5 (62 011 notes) | 7,8/10 (997 000 notes)        | 80/100 (55 critiques) | 93 % (450 critiques) |
| Star Wars, épisode VIII : Les Derniers Jedi      | 3,0/5 (41 947 notes) | 6,9/10 (693 000 notes)        | 84/100 (56 critiques) | 91 % (482 critiques) |
| Star Wars, épisode IX : L'Ascension de Skywalker | 3,0/5 (30 883 notes) | 6,4/10 (516 000 notes)        | 53/100 (61 critiques) | 51 % (523 critiques) |
| Star Wars: The Clone Wars                        | 3,3/5 (9 404 notes)  | 5,9/10 (76 000 notes)         | 35/100 (30 critiques) | 18 % (170 critiques) |
| Rogue One: A Star Wars Story                     | 4,1/5 (43 021 notes) | 7,8/10 (712 000 notes)        | 65/100 (51 critiques) | 84 % (460 critiques) |
| Solo: A Star Wars Story                          | 3,3/5 (11 472 notes) | 6,9/10 (393 000 notes)        | 62/100 (54 critiques) | 69 % (481 critiques) |

### Box-office
| Film                                             | Année                         | Recettes au box-office | Recettes au box-office | Nombre d'entrées   | Budget          |
| Film                                             | Année                         | Mondial                | États-Unis Canada      | France             | Budget          |
| ------------------------------------------------ | ----------------------------- | ---------------------- | ---------------------- | ------------------ | --------------- |
| Star Wars, épisode IV : Un nouvel espoir         | 1977                          | 775 398 007 $          | 460 998 007 $          | 6 449 614 entrées  | 11 000 000 $    |
| Star Wars, épisode V : L'Empire contre-attaque   | 1980                          | 550 016 086 $          | 292 753 960 $          | 4 133 486 entrées  | 18 000 000 $    |
| Star Wars, épisode VI : Le Retour du Jedi        | 1983                          | 482 466 382 $          | 316 566 101 $          | 4 243 984 entrées  | 32 500 000 $    |
| Star Wars, épisode I : La Menace fantôme         | 1999                          | 1 046 515 409 $        | 487 576 624 $          | 7 975 313 entrées  | 115 000 000 $   |
| Star Wars, épisode II : L'Attaque des clones     | 2002                          | 653 779 970 $          | 310 676 740 $          | 5 713 593 entrées  | 115 000 000 $   |
| Star Wars, épisode III : La Revanche des Sith    | 2005                          | 905 598 318 $          | 414 378 291 $          | 7 396 877 entrées  | 113 000 000 $   |
| Star Wars, épisode VII : Le Réveil de la Force   | 2015                          | 2 071 310 218 $        | 936 662 225 $          | 10 507 561 entrées | 245 000 000 $   |
| Star Wars, épisode VIII : Les Derniers Jedi      | 2017                          | 1 334 407 706 $        | 620 181 382 $          | 7 076 549 entrées  | 317 000 000 $   |
| Star Wars, épisode IX : L'Ascension de Skywalker | 2019                          | 1 077 022 372 $        | 515 202 542 $          | 5 911 207 entrées  | 275 000 000 $   |
| Sous-total (films principaux)                    | Sous-total (films principaux) | 8 896 514 468 $        | 4 354 995 872 $        | 59 408 184 entrées | 1 241 500 000 $ |
| Star Wars: The Clone Wars                        | 2008                          | 68 282 844 $           | 35 161 554 $           | 312 809 entrées    | 8 500 000 $     |
| Rogue One: A Star Wars Story                     | 2016                          | 1 058 682 142 $        | 533 539 991 $          | 5 076 199 entrées  | 200 000 000 $   |
| Solo: A Star Wars Story                          | 2018                          | 392 924 807 $          | 213 767 512 $          | 1 403 780 entrées  | 275 000 000 $   |
| Sous-total (films dérivés)                       | Sous-total (films dérivés)    | 1 519 889 793 $        | 782 469 057 $          | 6 792 788 entrées  | 483 500 000 $   |
| Total                                            | Total                         | 10 416 404 261 $       | 5 137 464 929 $        | 66 200 972 entrées | 1 725 000 000 $ |